# Estanco
Estanco é o monopólio sobre um produto de forma legal.
Um exemplo é o que ocorria no período pré-colonial do Brasil: Portugal arrendou o direito de exploração do pau-brasil a um consórcio de mercadores de Lisboa, o qual era liderado por Fernando de Noronha, os quais assumiram também o compromisso de patrulhar o litoral objetivando evitar invasões estrangeiras.
Ocorreu também por exemplo, a remoção do "estanco" no período do reformismo ilustrado Luso-Brasileiro, onde foi removido o "estanco" do sal, pois tal postura tendo continuidade, segundo os ideólogos ilustrados da época, prejudicava o crescimento de Portugal, a qual queria aproximar-se em crescimento junto aos grandes geradores das luzes daquela época, como França, Inglaterra e Holanda.